# ب‌ام‌و ایکس۵ (ای۵۳)
ب‌ام‌و ایکس۵ (ای۵۳) (BMW X5 (E53)) خودرویی است که در سال‌های ۲۰۰۰–۲۰۰۶در ایالات متحده آمریکاو مکزیک تولید شده‌است. است. سیستم جعبه‌دندهٔ آن ۵، ۵، ۶و ۶ دنده به دو صورت خودکار و دستی است.